# Red de Universidades Anáhuac
Das Red de Universidades Anáhuac (wörtlich: „Netz der Anáhuac-Universitäten“) ist ein Verbund von katholischen Hochschulen in Mexiko, die von den Legionären Christi und der mit ihnen verbundenen Organisation Regnum Christi getragen werden.
Die dem Verbund angeschlossenen Universidades Anáhuac („Anáhuac-Universitäten“) werden auch zusammenfassend Universidad Anáhuac („Anáhuac-Universität“) genannt. Ihr gemeinsamer lateinischer Leitspruch Vince in bono malum („Überwinde das Böse mit Gutem“) ist ein Zitat aus dem Römerbrief (Röm 12,21).

## Mitglieder
Das Netzwerk besteht aus acht Universitäten, davon sieben mit dem Namen Universidad Anáhuac:
- Universidad Anáhuac México (Gründung 1964)
- Instituto de Estudios Superiores de Tamaulipas (Gründung 1974), Tampico – kurz „IEST“ oder „IEST Anáhuac“ genannt
- Universidad Anáhuac Mayab (Gründung 1984), Mérida
- Universidad Anáhuac Veracruz (Gründung 1993), Xalapa
- Universidad Anáhuac Cancún (Gründung 2000), Cancún
- Universidad Anáhuac Oaxaca (Gründung 2000), Oaxaca de Juárez
- Universidad Anáhuac Puebla (Gründung 2003), Puebla
- Universidad Anáhuac Querétaro (Gründung 2005), Santiago de Querétaro

und einem Theologischen Institut:
- Pontificio Instituto Teológico Juan Pablo II Matrimonio y Familia (seit 1981) mit Hauptsitz an der Universidad Anáhuac México Norte in Mexiko-Stadt und fünf auswärtigen Zweigstellen.[6]

## Regnum Christi International Universities
Die Anáhuac-Universitäten in Mexiko sind Bestandteile des internationalen Hochschulverbundes des Regnum Christi und der Legionäre Christi namens RIU. Die Abkürzung steht für spanisch Red Internacional de Universidades („Internationales Universitäten-Netzwerk“) oder auch für englisch Regnum Christi International Universities. Zum internationalen RIU-Verbund gehören außerdem folgende fünf Universitäten:
- Universidad Finis Terrae (gegründet 1988; aufgenommen 1999), Santiago de Chile
- Universidad Francisco de Vitoria (1993), Madrid
- Päpstliches Athenaeum Regina Apostolorum (1993), Rom
- Divine Mercy University (1999), Sterling (Virginia), Washington Metropolitan Area
- Università Europea di Roma (2004), Rom